# Альмгрен, Оскар
Оскар Альмгрен (швед. Oscar Almgren; 9 ноября 1869, Стокгольм — 13 мая 1945, Уппсала) — шведский археолог, специализировавшийся на доисторической археологии. В 1913 году был назначен профессором северной и сравнительной археологии в Уппсальском университете.
Поступил в Уппсальский университет в 1886 году, изучал сначала классическую филологию и скандинавские языки, но затем заинтересовался археологией. Он опубликовал диссертацию о северных типах брошей в 1897 году, став затем доцентом кафедры сравнительной археологии. В 1913 году был назначен профессором северной и сравнительной археологии в Уппсальском университете. В 1914—1925 годах был профессором археологии в университете Упсалы. В 1924 году также стал почётным доктором Кёнигсбергского университета, а в 1930-х годах — почётным членом Шведской археологической ассоциации. Проводил активные полевые исследования, в 1901—1941 годах был редактором журнала организации Upplands fornminnesförening.